# Ndabaningi Sithole
Ndabaningi Sithole (31 de julho de 1920 — 12 de dezembro de 2000) foi um pastor metodista e político do Zimbábue, um dos fundadores da União Nacional Africana do Zimbábue (ZANU), organização militante que se opôs ao governo da Rodésia, em julho de 1963. Membro do grupo étnico ndau, passou 10 anos encarcerado depois do governo rodesiano ter banido a ZANU. Uma disputa no partido de acordo com divisões étnicas rachou o partido em 1975, e Sithole acabou sendo derrotado, nas eleições parlamentares realizadas em 1980, por Robert Mugabe.

## Biografia
Nascido em Nyamandhlovu, Rodésia do Sul, Sithole estudou magistério nos Estados Unidos, de 1955 a 1958, e foi ordenado um ministro metodista em 1958. A publicação de seu livro, African Nationalism, e sua imediata proibição pelo governo da minoria branca de Ian Smith, motivaram sua entrada na política.

### Fundação da ZANU
Sithole fundou e foi o principal arquiteto do partido da União Nacional Africana do Zimbábue (ZANU), em agosto de 1963, juntamente com Herbert Chitepo, Robert Mugabe, e Edgar Tekere, na casa de Enos Nkala, no bairro popular de Highfield, em Harare. Em 1964 realizou-se um congresso do partido em Gweru, onde Sithole foi eleito presidente, e designou Mugabe como seu secretário-geral. A ZANU foi banida naquele ano pelo governo de Ian Smith, e Sithole passou 10 anos na prisão após ser preso, em 22 de junho, juntamente com Mugabe, Tekere, Nyagumbo, e Takawira, por suas atividades políticas. Da prisão autorizou expressamente Chitepo a continuar a luta, a partir do estrangeiro, como representante principal da ZANU. Sithole foi condenado pela acusação de tentativa da assassinar Ian Smith; foi libertado em 1974.
Em 18 de março de 1975 Chitepo foi assassinado em Lusaca, capital da Zâmbia, com um carro-bomba. Mugabe, na época em Moçambique, assumiu unilateralmente o controle do partido. Ainda no fim daquele ano houve uma divisão em facções, com os integrantes da ZANU que pertenciam à etnia matabele colocando-se ao lado de Joshua Nkomo, para fundar o partido União do Povo Africano do Zimbábue (ZAPU), igualmente militante. Eventalmente, Sithole participou da fundação do partido ZANU-Ndonga, mais moderado, que renunciou à violência, enquanto o ZANU — dominado pelos xonas, e que agora se chamava União Nacional Africana do Zimbábue - Frente Patriótica (ZANU-PF), seguiu Mugabe e sua agenda mais militante.
Sithole participou de um governo de transição, formado por brancos e negros, em 31 de julho de 1979. Posteriormente, em setembro do mesmo ano, esteve presente no Acordo de Lancaster House, comandado por Lord Carrington, que abriu caminho para as eleições livres; seu pequeno partido, no entanto, não conseguiu vencer quaisquer assentos nas eleições parlamentares que levaram Mugabe ao poder, em 1980.

### Exílio e retorno ao Zimbábue
Declarando que sua vida estava em perigo por seus inimigos políticos, Sithole se auto-exilou em Silver Spring, no estado de Maryland, Estados Unidos, em 1983, retornando à sua terra natal apenas em janeiro de 1992.
Elegeu-se ao parlamento nas eleições realizadas em 1995, pelo seu reduto tribal de Chipinge, no sudeste do país, e candidatou-se nas eleições presidenciais de 1996, embora tenha retirado sua candidatura pouco tempo antes da votação, alegando que ela estaria sendo prejudicada pelo partido ZANU-PF, de Mugabe. Em dezembro de 1997 um tribunal o julgou e condenou por conspiração para assassinar Mugabe, e o governo o impediu de continuar a freqüentar o parlamento. Seu pequeno grupo de oposição conseguiu novamente conquistar um cargo por Chipinge nas eleições parlamentares de junho de 2000.
Sithole recebeu o direito de pedir um recurso da decisão, porém o seu caso nunca chegou a ser ouvido pela Suprema Corte. A fiança foi-lhe concedida, devido à sua saúde bastante deteriorada. Morreu em 12 de dezembro do mesmo ano, na cidade da Filadélfia, nos Estados Unidos.
Autor de três livros sobre a política da África, deixou uma esposa, Vesta, e cinco filhos adultos. Sua fazenda, próxima a Harare, comprada em 1992, foi confiscada pelo governo de Mugabe.